# Ringslätskivling
Ringslätskivling (Psilocybe cubensis) är en psykedelisk svamp vars aktiva ämnen är psilocybin och psilocin. Ringslätskivlingen räknas till familjen Strophariaceae och är vanligen kultiverad då arten inte förekommer naturligt i Sverige.
Svampen är narkotikaklassad i Sverige och ingår i förteckning I, men finns för närvarande inte upptagen som sådan i förteckningarna i internationella narkotikakonventioner. De två aktiva substanserna psilocybin och psilocin ingår dock i förteckning P I i 1971 års psykotropkonvention. Narkotikaklassningen innebär att den är olaglig att plocka, odla eller inneha i Sverige. 